# Kelabit
Les Kelabit sont une population de Bornéo et font partie des Dayak.
La plupart des Kelabit sont maintenant sédentarisés à l'est de l'État du Sarawak, l'un des deux État malaisiens de l'île de Bornéo. Ils sont concentrés dans les villes de Miri, Kuching ainsi que sur les plateaux de Bario.

## Traditions

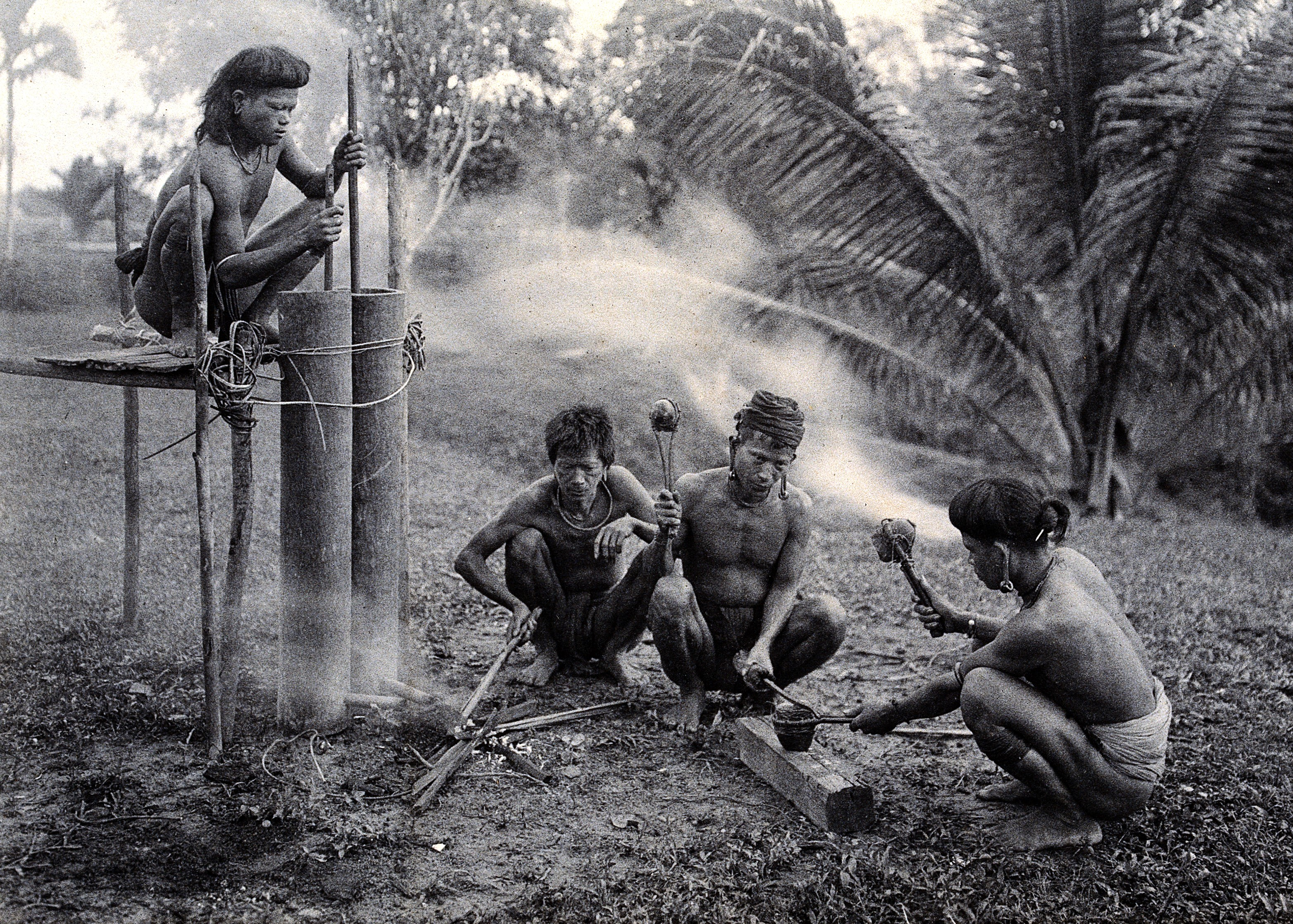
Forgeron kelabit à Sarawak vers 1896

Les femmes kelabit, tout comme les Orang Ulu, portent de grosses boucles d'oreille ; le poids de ces boucles agrandit le trou de l'oreille. Aujourd'hui cette tradition n'est pratiquée que par les anciens.
Les Kelabit, comme la plupart des tribus de Bornéo (Iban, Dayak, Kadazans...) portent beaucoup de tatouages. Le tatouage est signe de beauté chez les femmes et de protection chez les hommes.